# 百済の王 クンチョゴワン
百済の王 クンチョゴワン（くだらのおう クンチョゴワン、朝鮮語：근초고왕）は、2010年11月6日から2011年5月29日まで韓国KBSで放送されたテレビドラマ。全60話。

## 概要
4世紀、百済の最盛期を築いた第13代王・近肖古王の生涯を描いた物語。番組冒頭、次回予告の冒頭には百済から日本へ贈られた七支刀が描かれている。
百済の王子が倭国の神功皇后と結婚し倭国を平定する描写があるが、史実ではなく創作である。

## 登場人物

### 主要人物
ヨグ（余句）/近肖古（クンチョゴ）王：カム・ウソン
本名プヨ・グ（扶余句）、遼西郡公→百済第13代王・近肖古王（クンチョゴワン）
本作品の主人公。ピリュ王とチン妃の第4王子　クス、ヨグン、ヨジンの父
来歴
王としての資質に恵まれるも、彼を疎んだピリュ王により宮中を追われる。その後、10年間にわたり塩商人として生きてきた。341年、10年ぶりに百済に戻るが、ピリュ王との関係は修復することはなかった。高句麗と百済の兵士たちの争いに介入し、陣内にいる高句麗のサユ王に矢を放ち、傷を負わせる。これ以後、サユ王はヨグを強く意識する。命を狙われたピリュ王を救い、靺鞨族と共にコモリ城を落とすなど頭角を現す。やがて、ピリュ王はヨグを認めて、太子にしようと考える。しかし、これをよく思わぬヘ妃とプヨ・ジュンにより、344年にピリュ王は毒殺され、ヨグと母・チン妃は濡れ衣を着せられてしまう。チン妃は自殺し、ヨグも自分がピリュ王を殺害したと嘘の自白をさせられる。宮中を追われ、遼西に向かう途中、命を狙うヨサンとヘ・ゴンに捕われるが、タンボム会の襲撃により命を救われる。
タンボム会の会主・ウィ・ビランを説得し、共にヨサン、ヘ・ゴンが占拠した清河院を取り戻す。遼西攻略のためタンボム会と東明団社を結成し、晋城を攻め落とす。晋城を奪還しようとするチュ・ウンベク率いる2千の趙軍に対し、黄砂を利用した奇襲作戦を用いて勝利する。偽の竹簡によって鄴に呼び寄せられ、ヨファと束の間のひとときを過ごすが、呼び寄せたヨサンとヘ・ゴンに襲われ、かばったヨファは重傷を負ってしまう。晋城へ戻ったあと、コフンより穢王之印の持ち主に選ばれ、東明団社の主となる。ヘ・ゴンに襲われるが、ウィ・ビランらによって事なきを得る。ウィ・ビランらも臣下となることを決め、東明団社はヨグのもとに強く結束することとなった。
346年、遼西軍を率いて帯方郡へ渡り、チャンメ岬からスタン城をまたたく間に攻め落とす。プヨ・ジュンと会談し、共に高句麗を討つ事を提案するが断られる。そしてサユ王と会談するが、会談は決裂する。芼老城からスタン城へ攻めてきた百済軍に対し、人質となっていたサ・チュンソンを射殺す。その最中、プヨ・ジュンを殺したヘ・ゴンから玉璽を、ヨフィからピリュ王の詔書を受け取り、即位する大義名分を得る。古毛里城を攻め落とし、帯方郡を手中にする。その後、漢城へ進軍して戴冠式を行う最中であったヨチャンとヘ妃を捕らえ、王位に就く。
即位後、南堂（ナムダン）の改革や能力を重視した人事を行い、ヨファを第1王妃に迎えることを決める。それは旧来の貴族たちを困惑させることになる。侵攻してきた燕・高句麗・馬韓連合に対し、いずれの敵も迎え撃つことを決め、自身は遼西を攻める燕に対した。高句麗と一時的な同盟を結び、遼西を攻めていた慕容垂率いる燕軍を破り、遼西の支配権を確たるものとした。留守の隙を突いて、漢城を占拠したヨミン、ヨムン、ヨチャン、ヨサンを破り、平穏を取り戻した。しかしヨファの帰還してほしいという願いを聞かず、漢城へ戻るのが遅れてしまったため、彼女との間に決定的な亀裂を生じさせる結果となった。
扱う武器は剣、弓。弓の技術は遠く離れた陣中のサユ王に傷を負わせるほど高い。
ヨファ（余花）：キム・ジス
本名プヨ・ファ（扶余花）、サユ王の第2王妃→ヨグの第1王妃→慰礼宮主
プヨ・ジュンの娘　クスの母
来歴
ヨグより2歳年少。ヨグとは幼い頃より、互いを見知っていた。王位に就くため、高句麗との関係を強めたいプヨ・ジュンによって、サユ王と婚姻させられる。一旦はヨグと共に百済を離れ、遼西へ向かうつもりだったが、ヨグは宮中に残り、サユ王と婚姻することになる。
趙に援軍を要請するため、チョ･ブルと共に首都の鄴へ向かう。捕われていたウィ・ホンナンを解放し、東明団社討伐軍の規模等を知らせた竹簡を託した。その後、鄴へやってきたヨグと束の間の時間を楽しむが、ヨサンとヘ・ゴン、高句麗軍に襲われ、ヨグをかばって斬られてしまう。このことを知ったサユ王は、戻ってきたヨファを王妃の座からおろし、御寿館の侍女とした。
346年、御寿館の侍女の身分ではあったが、ヨグとサユ王の会談では王妃として出席する。プヨ・ジュンの死を知り、喪に服すために芼老城への帰還をサユ王に願い出る。古毛里城をヨグらが攻めてきた際、自身の乗り物にサユ王を乗せて、彼の逃亡を手助けした。
百済へ帰還後、ヨグの要請で第1王妃となる。しかし反対する者たちが多く、一度は暗殺されそうになったこともあった。やがて妊娠するが、アジカイの仕掛けた流行り歌によって、子供がサユ王の子供であるという噂を立てられる。ヨグが遼西に向かうことを止めるが、それは聞き入れられなかった。そんな中、男児を出産するが、望まれぬ状況であったため慰礼宮に移り住む。再度、ヨグに帰還するよう願うが聞き入れられず、彼の到着は遅きに失したものであった。漢城をめぐる攻防のさなか、子供と離れ離れになり、謀叛に関わったヨミン、ヨムンも処刑されてしまう。これを恨んでヨグと決別し、廃妃することとなった。
サユ（斯由）王：イ・ジョンウォン
高句麗第16代王・故国原（コググォン）王
来歴
331年に即位。ヨグの矢により傷つき、それ以後、彼を強く敵視するようになる。341年、百済との帯方（テバン）郡を巡る領土交渉で、靺鞨族を利用してピリュ王を暗殺しようと目論むが失敗に終わるがチン・ジョン、ヘ・ニョンを捕える。コモリ城をヨグらに奪われるが、ヨチャン率いる百済軍を破り、ヨチャンを捕える。
346年、帯方郡を巡る百済側との会談を行っていたが、ヨグ率いる遼西軍がチャンメ岬からスタン城を占拠したことを知り、百済軍と共同してヨグに当たることになった。しかし、実際はコ・ノジャ率いる援軍を呼び寄せ、遼西軍と百済軍もろとも壊滅させようと考える。ヨグと会談するが、会談は決裂する。援軍が到着する前に古毛里城を攻められ、ヨファの乗り物で城外へ逃れ、舟で高句麗に撤退する。結果、帯方郡は百済の領土になってしまう。
ヘ・ゴン：イ・ジフン
百済の達率（タルソル）、高句麗の安南（アンナム）将軍→百済の大将軍→百済の朝廷佐平
ヘ・ニョンの嫡男　プヨ・ジュンの養子
来歴
プヨ・ジュンの命を受け、ヨサンと共に遼西に向かおうとするヨグらを捕らえ、船内で殺害しようとする。しかし、タンボム会の襲撃を受け、自身もヨサンと共に捕われる。解放後、清河院を占拠するもヨグらとタンボム会との戦いに敗れ、清河院を追われる。その後、趙に赴いて、知り合いであるチュ・ウンベクに晋城、高平城を占拠している東明団社討伐を要請する。自身も東明団社討伐軍に従軍するが、ヨグの黄砂を利用した奇襲作戦により討伐軍は全滅、敗走することになった。偽の竹簡でヨグを呼び寄せ、殺害しようとするが失敗する。晋城で再びヨグを殺害しようとするが、ウィ・ビランらによって失敗する。負傷したヘ・ゴンはヨサンと共に漢城へ戻る。
346年、百済の大将軍としてヨチャンとヨフィと共に、帯方郡を巡る会談を行う最中、ヨグ率いる遼西軍が攻め込んできたのを知る。プヨ・ジュンより、自分を殺せと命令を受ける。プヨ・ジュンの頼みにより、彼の養子となる。逡巡した末、プヨ・ジュンを殺害し、玉璽を持ってヨグの元へ向かった。コモリ城攻めには、自身が高句麗の安南将軍であることを利用して城門を開けさせ、攻略に貢献した。ヨファを殺害しようとしたチン・スンを阻み、彼女の危機を救った。
ヨグ即位後、2等功臣に褒賞されて、刑法を司る朝廷佐平に任じられる。
ヨファに好感を持ち慰礼宮のために尽力するが、それが報われることはなかった。ヨファ死去後墓前で自殺を遂げる。
チン・スン：アン・ジェモ
東明団社の左軍使（チャグンサ）→遼西軍の左軍使（チャグンサ）→百済の内臣佐平
チン・ジョンの息子　チン・ホンナンの義兄　ヨグの従兄弟
来歴
ヨグの偽の自白を信じ、一度は袂を分かつ。しかし、無実と分かったのち、チン・ジョンの命で遼西へ向った。ヨグらと合流し、晋城攻略戦、晋城防衛戦を戦った。ヘ・ゴンの偽の竹簡によって、鄴へ行ったヨグを連れ戻しに向かい、彼の危機を救った。
346年、遼西軍として帯方郡に侵攻する。幽閉中のチン・ジョン、チン・ゴドを救い出そうとするが、果たせなかった。古毛里城攻めに参加し、ヨファを殺害しようとするがヘ・ゴンによって阻まれる。
ヨグ即位後、3等功臣に褒賞され、内政を司る内臣佐平に任じられる。ウィ・ビランらと共に第1王妃となったヨファを暗殺しようとするが失敗する。ヨグが遼西に出陣したとき、漢城の留守を任される。しかし、ヨミンらの謀叛により、漢城を占拠されてしまう。チン・ゴドらと合流し、漢城を奪い返した。

### 百済
朝鮮半島南西部に位置している国家。高句麗から離れたソソノ、オンジョ、ピリュらによって建国された。帯方郡を巡って、高句麗とは対立関係にあった。

#### 王室
- ソソノ（召西奴）：チョン・エリ

チュモンの妻　オンジョとピリュの母
チュモンらと共に高句麗建国に力を尽くした。しかし、後継問題でチュモンと仲違いし、オンジョとピリュらを連れて高句麗を離れる。高句麗から南下し、百済を建国する。百済で「国祖母（ククチョモ）」として崇められる。
- オンジョ（温祚）：キム・ジョンウ

百済初代王・温祚（オンジョ）王。ウテとソソノの息子。
チュモンらと共に高句麗建国に力を尽くした。ソソノと共に高句麗を離れる。高句麗から南下し、百済を建国する。
- ピリュ（沸流）：トゥス

ウテとソソノの息子。オンジョの兄。
チュモンらと共に高句麗建国に力を尽くした。ソソノと共に高句麗を離れる。高句麗から南下し、百済を建国する。
- ピリュ（比流）王：ユ・スンウォン

百済第11代王。
本名プヨ・グテ（扶余仇台）。サフルの息子でヨチャン、ヨフィ、ヨサン、ヨグ、ヨモンの父。
王としての資質に優れるヨグを嫌い、宮中から追い出した。帯方郡の領土問題について、高句麗と交渉するが決裂し、命を狙われるがヨグに救われる。古毛里（コモリ）城を落とすなど、活躍を見せるヨグを見直し、ヨチャンに替えてヨグを太子に据えようと考える。しかし、ヨチャンを王位に就かせたいヘ妃と王位を狙うプヨ・ジュンによって、344年に毒殺されてしまう。
- ヘ妃（ヘ・ソスル）：チェ・ミョンギル

ピリュ王の第1王妃→プヨ・ジュンの第1王妃
ヘ・ニョンの妹。ヨチャン、ヨフィ、ヨサンの母。
- チン妃（チン・サハ）：キム・ドヨン

ピリュ王の第2王妃
チン・ジョン、チン・ゴドの妹。ヨグ、ヨモンの母。ピリュ王毒殺の濡れ衣を着せられ、自殺する。
- サフル：ソ・インソク

フッカンゴン(黒姜公)・クッテゴン(国太公)
ピリュ王の父。ヨチャン、ヨフィ、ヨサン、ヨグ、ヨモンの祖父。
- ヨチャン：イ・ジョンス

本名プヨ・チャン。ピリュ王とヘ妃の第1王子。太子。
ピリュ王がヨチャンを廃位し、ヨグと太子交代させようとしたことから、母・ヘ妃がピリュ王を毒殺し、ヨグとその母・チン妃を追い落とす。
ヨグの即位後も王位を狙い、ヨミンと手を組み対抗する。
- ヨフィ（余暉）：イ・ビョンウク

本名プヨ・フィ（扶余暉）、ピリュ王とヘ妃の第2王子。
346年、ヘ妃を助けるため、ヨグに医者と薬を求めた。ヨチャンらと共にスタン城にいるヨグの降伏を促した。ヘ妃から渡されたピリュ王の詔書を見て、ヨミンら3人の王子を捕らえてスタン城へ入った。ヨグにピリュ王の詔書を渡し、ポックゴムとプガンテと共にコ・ノジャ率いる高句麗の援軍をチョダン渓谷で防いで、ヨグらがコモリ城を攻略する時間を稼いだ。
ヘ妃の頼みを受け入れ、彼女の死を見届けたあと、ヨチャン、ヨサンを救うが自身はウィ・ビランによって致命傷を負う。駆けつけたヨグにヨチャン、ヨサンの助命を頼み、息絶える。その死はヨグをはじめ、多くの人に惜しまれた。
- ヨサン：キム・テフン

本名プヨ・サン。ピリュ王とヘ妃の第3王子。
プヨ・ジュンの命を受け、ヘ・ゴンと共に遼西に向かおうとするヨグらを捕らえ、船内で殺害しようとする。しかし、タンボム会の襲撃を受け、自身もヘ・ゴンと共に捕われる。解放後、清河院を占拠するもヨグらとタンボム会との戦いに敗れ、清河院を追われる。その際、ヨグに左目を斬られ、隻眼となる。その後、趙に赴いて、チュウンベクに晋城、高平城を占拠している東明団社討伐を要請する。東明団社討伐軍に従軍するが、ヨグの黄砂を利用した奇襲作戦により討伐軍は全滅、敗走することになった。
- ヨモン：キム・ドヒョン / 子役：ソ・ドンヒョン

本名プヨ・モン。ピリュ王とチン妃の第5王子。ヨグの同母弟。
ヨサンの陰謀により、母･チン妃がピリュ王に毒を盛ったと証言してしまう。
- セッコビ→クス（ヨグス）：ゴニル

本名プヨ・グス（扶余仇首）。ヨグの息子。
- ヨグン：オ・スンユン

ヨグとウィ・ホンナンの息子。異母兄クスに太子の位を譲り、ヤマタイ国のチング王女の婿となる。倭国を平定、『大和』を理念として国名とする。
- ヨジン：キュリ

本名プヨ・ジン。ヨグとウィ・ホンナンの娘。
- タンダン：パク・クリナ

ヨファの世話係。

#### 慰礼（ウィレ）宮＝東百済
- プヨ・ジュン（扶余ジュン）：ハン・ジニ

慰礼（ウィレ）宮主→百済第12代王・契（ケ）王
ヨミン、ヨムン、ヨファの父。ヘ・ゴンの養父。
- ヘ・ヨウル：キム・ボミ

プヨ・ジュンの第2王妃。別名ソヘ夫人。
ヨミン、ヨムン、ヨファの母。
- ヨミン：アン・シヌ

本名プヨ・ミン。プヨ・ジュンとヘ・ヨウルの第1王子。「太王四神記」の青龍の主、プヨ・チョロの祖父。
- ヨムン：ファン・ドンジュ

本名プヨ・ムン。プヨ・ジュンとヘ・ヨウルの第2王子。
- ソク・ラヘ（石ラヘ）：チェ・ジナ

ヨミンの妻。趙の王女。政略結婚でヨミンと結婚した。気が強い性格。
- ヨグァン：ソ・ヒョンソク

本名プヨ・グァン。ヨミンとラヘの息子。

#### 王族関係者
- チン・ジョン：キム・ヒョウォン

内臣佐平（ネシンジャピョン）
チン妃、チン・ゴドの兄。チン・スンの父。チン一族の長。チン一族は百済を代表する貴族であり、大きな権力を持っていた。
- チン・ゴド(真高道)：キム・ヒョンイル

大将軍（テジャングン）・サオリ城城主
チン妃の兄。チン・ジョンの弟。
- チン・リュル：シン・ドンフン

達率
チン一族。
- ヘ・ニョン：キム・ギボク

内臣佐平（ネシンジャピョン）
ヘ妃の兄。ヘ・ゴンの実父。ヘ一族の長。ヘ一族は百済を代表する貴族であり、大きな権力を持っていた。
- チン・アイ：ハム・ウンジョン
- チン・ゴドの娘。
- クク・ナホ:キム・ヨンギ

達卒
クク氏勢力の長。陰でヨグを批判することが多い。ヨグァンに処刑される。

#### 家臣
- ポックゴム→モンナグンジャ：ハン・ジョンス

東明団社の左将軍（チャジャングン）→遼西軍の左将軍（チャジャングン）→百済の衛士佐平
チン一族の家僕の生まれ。自らもチン一族の家僕として、若い頃よりヨグと共に塩商人として働いた。ヨグと行動を共にし、数々の戦いや苦難を経験する。遼西に向かう途中、命を狙うヨサンとヘ・ゴンに捕われるが、タンボム会の襲撃により命を救われる。
タンボム会と共にヨサン、ヘ・ゴンが占拠した清河院を取り戻す。遼西攻略のため、ヨグらと共に晋城を攻め落とす。晋城防衛戦ではトゥゴと決死隊を率いて、趙軍の本陣に奇襲を仕掛ける。追撃して大将軍旗を奪うが、アジカイの矢による攻撃を受け負傷する。
346年、遼西軍として帯方郡に侵攻する。ヨグの命により靺鞨族の本拠地へ向かい、プガンテ率いる黒軍を連れてきた。漢城から模盧城へ向かっていたヘ妃を捕らえ、ヨグの元に連れてきた。スタン城外で人質となっているチン・ジョン、チン・ゴドを救うため、トゥゴ、プガンテらと共に敵陣へ潜入する。すぐさま敵兵に囲まれるが、ヨフィによって窮地を救われる。コモリ城攻めではコ・ノジャ率いる高句麗の援軍をチョダン渓谷でヨフィ、プガンテらと共に防ぎ、ヨグらのコモリ城攻略までの時間を稼いだ。
ヨグ即位後、3等功臣に褒賞されて、中央軍を指揮する衛士佐平に任じられる。ヨグに従い、遼西で燕軍と戦って遼西平定に貢献する。戦後、褒賞として古毛里城を除く帯方郡3城と、モンナグンジャの名を与えられる。
忠義に篤い人物。ヨグへの忠誠心は高く、ピリュ王死後、チン一族の元に戻るように言ったチン・スンの言葉を断り、遼西に向かうヨグと行動を共にする。
武器は剣。二刀で扱う場合が多い。
- パユン：カン・ソンジン

東明団社の調達係→遼西軍の総務使→百済の内頭佐平
ヨムボの息子。
ヨグとは幼なじみで、共に塩商人として働いた。ヨグと行動を共にし、数々の戦いや苦難を経験する。ヨグと共に遼西に向かう途中、命を狙うヨサンとヘ・ゴンに捕われるが、タンボム会の襲撃により命を救われる。
タンボム会と共にヨサン、ヘ・ゴンが占拠した清河院を取り戻す。東明団社が結成されると、武器の調達を手がける。遼西攻略のため、ヨグらと共に晋城を攻め落とす。晋城防衛戦では城内で防戦に努めた。ヘ・ゴンの偽の竹簡によって、鄴へ行ったヨグを連れ戻しに向かい、彼の危機を救った。
346年、遼西軍として帯方郡に侵攻する。漢城にプヨ・ジュンを非難する檄文を貼り付けた。コモリ城攻めに参加した。
ヨグ即位後、第3功臣に褒賞され、財政を司る内頭佐平に任じられる。ウィ・ビランらと共に第1王妃となったヨファを暗殺しようとするが失敗する。ヨグに従い、遼西で燕軍と戦って遼西平定に貢献する。漢城と遼西を行き来し、連絡役としても活躍した。戦後、褒賞として清河を領地として与えられる。
扱う武器は槍、剣。
- コフン(高興)：アン・ソックァン

沃沮扶余の国相→遼西軍の総軍使　東扶余の末裔　儒学者
穢王之印を持ち出して、扶余を出奔する。その目的は、穢王之印を持つにふさわしい人物を見つけることだった。穢王之印を欲する高句麗の追跡を逃れて趙の国内に入る。ヨグ、ウィビランの檄文を見て、晋城へやってきた。ヨグに黄砂を利用する作戦を思いつくきっかけを与えた。これにより、東明団社は趙の討伐軍から晋城を守ることができた。ヨグとウィビランを見定め、穢王之印の持ち主をヨグに決めた。
346年、遼西軍として帯方郡に侵攻する。アジカイと共に高句麗への使者となり、鞭打たれるも役割を果たした。コモリ城攻めに参加した。
ヨグ即位後、第3功臣に褒賞される。役職には就かず、太学において人材育成にあたる。『三国史記』では375年に百済で歴史の記録を初めて行ったとされ、劇中では初の歴史書『書記』を献上する（ただし、三国史記原文では『始有書記』とあり、「始めて書き記す有り」と訓んで「初めて書き記したものを持つようになった」（公的に書き記す文書を持つようになった）と解せるが、「始めて書記あり」と訓んで、この時、「初めて『書記』（という名の書物）を持つようになった」（初めて「書記」という史書の編纂があった）とみなすこともできる）。
- クノジ：カン・ハンビョル

コフンの弟子の幼童、後のワンイン（王仁)。

#### タンボム会
- ウィ・ビラン：チョン・ウンイン

タンボム会の会主→遼西軍の大将軍→百済の兵官佐平・遼西郡公　
東扶余の王族で麻余（マヨ）王の末裔。ウィ・ホンナンの兄
3歳のウィ・ホンナンをおぶって、高句麗の討伐を避け、遼東から遼西へ移り住む。鉱山や絹織り工場で働き、ウィ・ホンナンを育てた。高句麗に滅ぼされた東扶余の復興を目指し、タンボム会を作った。遼西へ向かうヨグを誘拐するため、彼を捕えていたヨサン、ヘ・ゴンの船を襲撃する。その後、ヨグを気に入り、共に清河院（チョンハウォン）を占拠したヨサン、ヘ・ゴンと戦い、清河院を取り戻す。遼西を攻略するため、東明団社を結成し、高平（コピョン）城を攻め落とす。ヨグと東明団社の主導権を巡って、幾度か争いを起こしている(どちらが先に城を攻め落とすか、どちらが先に趙の大将軍旗を奪うか)。穢王之印を手にしたヨグが東明団社の主になり、ウィ・ビランは東明団社から去ろうとした。しかし東扶余の夢を託すため、ヨグを主君として仕えることを決めた。
346年、遼西軍として帯方郡に侵攻する。コモリ城攻めでは、サユ王の身代わりとなったコ・チスを一騎討ちで討ち取った。
ヨグ即位後、第3功臣に褒賞され、地方軍を統率する兵官佐平に任じられる。第1王妃となるヨファを暗殺しようとするが失敗に終わる。ヨグに従い、遼西で燕軍と戦って遼西平定に貢献する。遼西へ向かう際、最短の海路を進むことを提案し成功させた。戦後、褒賞として廣陽城を領地として与えられ、遼西郡公に任じられる。
扱う武器は小型の戦斧、剣。
- ウィ・ホンナン→チン・ホンナン：イ・セウン

タンボム会の副会主→遼西郡公・郡夫人→ヨグの第2王妃→ヨグの王妃
東扶余の王族で麻余（マヨ）王の末裔。ウィ・ビランの妹。チン・ジョンの養女
タンボム会のアジトにやってきたヨグらの人質となる。最初はヨグを敵視し、短刀を彼の腹部に刺したりした。次第にヨグに惹かれていき、彼への恋心を自覚する。それからはヨグのために皮甲を作ったり、何かと世話を焼くようになる。ヨファを見るために鄴へ向かうが、ヨサンとヘ・ゴンに見つかり捕われる。しかし、ヨファによって救われ、東明団社討伐軍の規模等をヨグらに伝えた。
扱う武器は弓、飛刀、剣。高平城攻略や晋城防衛戦では何人もの敵兵を射殺し、優れた技量を見せている。
- アジカイ→アジッキ（阿直岐）：イ・イン

タンボム会の軍師（策士）→東明団社の右軍使（ウグンサ）→遼西軍の右軍使（ウグンサ）→百済の内法佐平
タンボム会設立以前は、ウィ・ビランらと鉱山や絹織り工場で働いていた。ウィ・ビランを王とし、歴史に自身の名を残すことが夢で、その障害になるヨグを排除しようと目論む。ヘ・ゴンと手を結び、何度もヨグ殺害を試みるが失敗に終わる。ウィビランがヨグに臣従するのを見て、自身もヨグに臣従することを決めた。のちヤマト王権[日本][倭]に渡る。阿直岐の渡来は『古事記』『日本書紀』にも掲載があり、同時期に渡来した東漢氏の祖にあたる阿知使主と同一人物という説もある。
扱う武器は弓、飛刀。
- トゥゴ→マッコヘ：チョン・フンチェ

タンボム会の将軍→東明団社の右将軍（ウジャングン）→遼西軍の右将軍（ウジャングン）→百済の衛士大将軍
チヒの兄。タンボム会設立以前は、ウィビランらと鉱山や絹織り工場で働いていた。タンボム会が関わる戦いには全て参戦し、東明団社では高平城攻略に貢献する。晋城防衛戦ではポックゴムと共に決死隊を率いて、趙の討伐軍本陣を奇襲した。その後、大将軍旗を巡り、ポックゴムと争うが先に大将軍旗を奪われる。
約束や義理を重んじる人物。趙の討伐軍本陣を奇襲する前、ポックゴムにタンボム会が約束を違えたことを謝っている。大将軍旗を取ったポックゴムに矢で攻撃したアジカイを非難している。このとき、ポックゴムの命を奪おうとしたアジカイを制止する。遼西遠征の際の武勲により貴族風の名前であるマッコヘの名を授けられた。
扱う武器は大刀、弓。
- チヒ：チョン・ジア

ウィ・ホンナンの侍女→百済の女官長
トゥゴの妹。ウィ・ホンナンと行動を共にすることが多い。鄴ではヨサンによって負傷してしまう。

#### その他
- ヨムボ：ソ・ヒョンチョル

清河園（チョンハウォン）の大行首（テヘンス）。
パユンの父。サフルの荘園である清河院で、塩の売買を行う。ヨサン、ヘ・ゴンらに清河院を占拠され、自身も捕われてしまう。ヨグらとタンボム会によって清河院が奪還され、東明団社が結成されると、食糧・物資の調達を手がけた。
- パルボク：ソン・ジョンボム

清河園の行首（ヘンス）。
- ウルマフル：コン・ジョンファン

ヘ・ゴンの護衛。

### 高句麗

#### 王室
- チュモン（朱蒙）：イ・ドックァ

高句麗初代・東明聖（トンミョンソン）王。ユリの父。
ソソノらと共に高句麗建国に力を尽くした。しかし、ユリを後継者にしたいため、これを好しとしないソソノらと仲違いする。ソソノらは高句麗を離れて百済を建国し、高句麗と百済の因縁のきっかけを作ってしまう。
- ユリ（類利）：パク・チョンウ

高句麗第2代・瑠璃明（ユリミョン）王
- クブ（丘夫）：チン・ソン / 子役：チョン・ユンソク

高句麗第17代・小獣林（ソスリム）王。
サユ王の息子。燕に実母を囚われている。

#### 家臣
- チョブル：キム・ウンス

国相(ククサン)
- ソウ：ウォン・ソギョン

莫離支（マンニジ）
- コ・チス：パク・チョロ

大将軍（テジャングン）
- コ・ノジャ（高奴子）：チョン・ビョンオク

莫離支（マンニジ）
- ナマン：オム・ギョンファン

逃走したコフンを追跡するが、逃げられてしまう。
- ホミルグンホ：キム・エラン

高句麗の高位女官。

### 趙国
- 瓊恩貝（チュ・ウンベク）：イ・ヒョジョン

鎮州（チョルチ）都督
燕の大将軍・慕容かいを殺した趙の英雄。ヘ・ゴンとは知り合いであり、彼とヨサンの要請により、東明団社に奪われた晋城と高平城を奪還する討伐軍の大将軍となる。2千の兵を率いて晋城を攻めるが、ヨグの黄砂を利用した奇襲作戦により討伐軍は全滅、敗走することになった。

### 燕国
- 慕容垂（ブヨーチュイ）：チョン・ジェゴン

慕容皝（ブヒロシハン）の第5王子
遼西を攻める燕の大将軍として晋城を攻めた。救援にやってきたヨグらの奇襲を受け、彼に興味を示す。共に高句麗を倒そうと持ちかけ、皇帝である慕容皝に引き合わせる。その後、高句麗と百済が同盟を結び、再びヨグと敵対する。仕掛けた罠を逆手に取られ、百済軍に大敗を喫す。ヨグとの一騎討ちの後、解放されて、燕に戻っていった。
- 慕容皝：ソン・ヨンテ

### 日本
- チング（神功）：ホン・イニョン

倭国にある小国ヤマタイ国の王女。ヨグの二男・ヨグンを婿に迎え、その力を借りて倭国を統一する。神功皇后本人とされる。

### その他
- プガンテ：チョン・ウィガプ

靺鞨黒軍の将軍→コモリ城城主
鉄円（チョルォン）周辺に勢力を持ち、セドゥルレブが本拠地。高句麗と百済の領土交渉が非武装地域である靺鞨族の領域内で行われ、高句麗に脅迫されてピリュ王暗殺計画に利用される。ピリュ王を救出し、靺鞨族の領域を脱出しようとしたヨグらを捕える。その後、ヨグに説得されて百済につくことを決意する。ヨグらと共に古毛里（コモリ）城を攻め落とす。この時、凧に乗って城内に潜入するという靺鞨族の戦法を用い、コモリ城陥落に大きな功績を立てた。その後、服属の挨拶にやってきたプガンテをピリュ王は殺すつもりでいたが、ヨグの助命嘆願に助けられる。以後はヨグに忠誠を誓う。
346年、ヨグの命を受けたポックゴムにより、スタン城へ駆けつける。スタン城外で人質となっているチン・ジョン、チン・ゴドを救うため、ポックゴム、トゥゴと共に敵陣へ潜入する。すぐさま敵兵に囲まれるが、ヨフィによって窮地を救われる。コ・ノジャ率いる高句麗の援軍をチョダン渓谷でヨフィ、ポックゴムと共に防ぎ、ヨグらのコモリ城攻略までの時間を稼いだ。
ヨグ即位後、2等功臣に褒賞されてコモリ城城主に任じられる。高句麗が攻めてくる可能性をヨグに知らせ、4千の兵を率いてコモリ城に戻って高句麗に備えた。漢城がヨミンらに占拠された際、高句麗と一時的に同盟を結んだため、兵を率いて救援に向かった。ヨグらが漢城に着いたあと、コモリ城へ戻り、5千の援軍と共に再び高句麗へ備えることとなった。
扱う武器は戦斧。
- チャンウンポ：オ・ソンヨル

オギ党党首→晋城の守備大将
ウィ・ビランと同じく東扶余復興を目的とした武装組織の党首で、山東で名声を馳せていた。ヨグ、ウィビランの呼びかけに応えて晋城へやってきた。晋城を奪還しようとした趙軍との戦いで負傷する。穢王之印の持ち主となったヨグに忠誠を誓う。
346年、遼西軍として従軍し、チャンメ岬、古毛里城攻めに参加した。

## 用語
- 於羅瑕（オラハ）

百済における王の呼び名。
- タンボム会

高句麗に滅ぼされた東扶余の復興を目的に結成された組織。東扶余の王族であったウィ・ビランが会主、その妹のウィ・ホンナンが副会主。盗賊まがいの行為を続けていたが、ヨグらが現れてから遼西攻略に着手する。やがて、ヨグらと東明団社を結成する。後にタンボム会の主要人物は、ヨグの重臣となる。
- 東明団社（トンミョンダンサ）

遼西攻略を目的にヨグとウィ・ビランが結成した組織。ヨグは百済に帰還するための足がかり、ウィ・ビランは扶余の再建という、両者の思惑が一致したため組織の結成が実現した。主導権を巡って、ヨグとウィ・ビランは度々勝負するが決着はつかず、最終的には穢王之印の持ち主に選ばれたヨグが主となり、ウィ・ビランはそれに従うことになった。
- ナトゥ

百済を象徴する鷹。百済軍の旗にその姿が描かれている。番組冒頭で錆びた七支刀の上を飛ぶナトゥが描かれている。
- フックン(黒軍)

靺鞨族の軍勢。率いているのはプガンテ。コモリ城を攻めた際は、凧を使って城内に侵入して城門を開くことに成功している。346年、ヨグの遼西軍に従い、スタン城外での人質救出やチョダン渓谷で高句麗軍と交戦するなど活躍した。
- 遼西

遼東、遼西は本来、遼河を挟んだ東西の地域であるが、ここでの遼西とは山東半島を指す。大朝鮮帝国史にはじまる近年の大陸史観の影響下にあり、劇中では現在の北京周辺も百済に制圧されている。
- ヤマタイ国

現在の奈良に位置する五里四方（朝鮮里は約400m）の小国とされる。なお魏志倭人伝での邪馬台国は七万戸の人口を抱える（倭国全体ではその数倍以上か）。チング姫は水田耕作を知らず、ヨグンも原始的な直播栽培を誇らしげに教えるが、弥生時代の日本では稲作自体が紀元前5世紀ごろより、苗代での田植が紀元前3世紀～紀元前1世紀より行われていた、というのが定説である。

## スタッフ
- 演出：ユン・チャンボム、キム・ヨンジョ

## 韓国での放送
2010年11月6日から2011年5月29日までの間、韓国KBSで毎週、土曜日・日曜日の午後9:40-10:50に放送されていた。

## 韓国外での放送

### 日本
2011年1月13日から2011年8月10日までの間、KBS WORLDで毎週、水曜日・木曜日の午後10:05-11:15に放送された。
2012年1月31日より、サンテレビで毎週月～金曜の13:00-13:55に放送中

#### DVD
レンタル版
レンタル版はTSUTAYAでのみレンタル可能となっている。
- 第1巻 （1、2話）  2011年7月20日
- 第2巻 （3、4話）  2011年7月20日
- 第3巻 （5、6話）  2011年7月20日
- 第4巻 （7、8話）  2011年7月20日
- 第5巻 （9、10話） 2011年7月20日
- 第6巻 （11、12話）2011年7月20日
- 第7巻 （13、14話）2011年8月17日　レンタル開始
- 第8巻 （15、16話）2011年8月17日　レンタル開始
- 第9巻 （17、18話）2011年8月17日　レンタル開始
- 第10巻（19、20話）2011年8月17日　レンタル開始
- 第11巻（21、22話）2011年8月17日　レンタル開始
- 第12巻（23、24話）2011年8月17日　レンタル開始
- 第13巻（25、26話）2011年9月21日　レンタル開始
- 第14巻（27、28話）2011年9月21日　レンタル開始
- 第15巻（29、30話）2011年9月21日　レンタル開始
- 第16巻（31、32話）2011年9月21日　レンタル開始
- 第17巻（33、34話）2011年9月21日　レンタル開始
- 第18巻（35、36話）2011年9月21日　レンタル開始
- 第19巻（37、38話）2011年10月19日 レンタル開始
- 第20巻（39、40話）2011年10月19日 レンタル開始
- 第21巻（41、42話）2011年10月19日 レンタル開始
- 第22巻（43、44話）2011年10月19日 レンタル開始
- 第23巻（45、46話）2011年10月19日 レンタル開始
- 第24巻（47、48話）2011年10月19日 レンタル開始
- 第25巻（49、50話）2011年11月16日 レンタル開始
- 第26巻（51、52話）2011年11月16日 レンタル開始
- 第27巻（53、54話）2011年11月16日 レンタル開始
- 第28巻（55、56話）2011年11月16日 レンタル開始
- 第29巻（57、58話）2011年11月16日 レンタル開始
- 第30巻（59、60話）2011年11月16日 レンタル開始

セル版
- DVD-BOX Ⅰ　百済内紛編（1  - 12話） 2011年 7月20日
- DVD-BOX Ⅱ　扶余再興編（13 - 24話） 2011年 8月17日
- DVD-BOX Ⅲ　王座奪還編（25 - 36話） 2011年 9月21日
- DVD-BOX Ⅳ　後宮繚乱編（37 - 48話） 2011年10月19日
- DVD-BOX Ⅴ　半島統合編（49 - 60話） 2011年11月16日